# Sainte-Marie, Martinique
Sainte-Marie là một xã thuộc tỉnh hải ngoại Martinique nước Pháp.